# ジェニファー・バルトリ
ジェニファー・バルトリ （仏: Jenifer Bartoli、1982年12月15日 -）は、ニース出身のフランス人歌手。フランスでは通称、ジェニファー（Jenifer）として良く知られている。
イタリアではバルトーリと読まれる。
イタリア系の姓だが、彼女の出身地ニースはフランス領になって百数十年に過ぎず、多くの住民がフランス的な姓に改名したものの地位の高かった住民を中心に今でも一部はイタリア的な姓を名乗っている。

## 来歴
幼い頃から音楽のあふれる家で育ち、ジェームス・ブラウンとビートルズに影響を受けているほか、母親の影響でジャック・ブレル、エディット・ピアフ、シャルル・アズナヴールといったフランスの歌手にも影響を受けており、さらに祖母から伝統的なコルシカ島の歌とフラメンコも学んだ。10歳で初めて人前で歌い、14歳で初めてバーで歌っている。
1997年TV番組M6グランドスターズ(仏: M6 Graines de stars)の出演をきっかけにパリに移住することを決意。
2002年にTV番組スターアカデミーフランスの第１シーズンで優勝しユニバーサルミュージックと契約。
フランス最大の音楽賞NRJ Music Awardsの最優秀女性アーティスト賞を最多の5回獲得。

## ディスコグラフィー

### アルバム
- 2002: Jenifer
- 2004: Le Passage
- 2005: Jenifer fait son live （ライブ・アルバム）
- 2007: Lunatique
- 2010: Appelle-moi Jen
- 2012: L'amour & Moi

### シングル
下に代表的なヒットシングルを記述。
- 2002: J'attends l'amour (フランス 2位)
- 2002: Au soleil (フランス 2位)
- 2002: Des Mots qui résonnent! (フランス 4位)
- 2007: Tourner ma page (フランス 3位)
- 2008: Comme un Hic
- 2008: Si c'est une île
- 2010: Je Danse

## 受賞
- NRJ Music Awards
  - フランス語圏最優秀新人賞 (2003年)
  - フランス語圏最優秀女性アーティスト賞 (2004年,2005年,2006年,2008年,2009年)
  - フランス語圏最優秀アルバム賞 (2005年)

- MTV Europe Music Awards
  - 最優秀フランス・アーティスト (2004年)